# Håbets ø
|  | Denne artikel er om en dokumentarfilm. For den grønlandske ø hvor Hans Egede slog sig ned i 1721, se Illuerunnerit. |
Håbets ø er en dansk dokumentarfilm fra 2019 instrueret af Sturla Pilskog og Sidse Torstholm Larsen.

## Handling
Filmen følger tre personer i den grønlandske by Maniitsoq. Fra 2006, hvor nyheden om et gigantisk amerikansk erhvervsprojekt spreder glæde og optimisme i byen, og op gennem årene, hvor det gradvist står mere og mere klart, at det nok aldrig bliver til noget. Et nøgent og ærligt portræt af helt almindelige grønlændere, hvis ønske om forandring gradvist fører til en selverkendelse af, at forandringen starter hos dem selv. Filmen udforsker den menneskelige tilstand at vente. Hvad gør folk, mens de venter? Og hvad venter de egentlig på?